# Indywidualne Mistrzostwa Szwecji na Żużlu 1963
Indywidualne Mistrzostwa Szwecji na Żużlu 1963 – cykl turniejów żużlowych, mających wyłonić najlepszych żużlowców szwedzkich. Tytuł wywalczył Björn Knutsson (Vargarna Norrköping). 

## Finał
- Sztokholm, 4 października 1963

| Msc. | Zawodnik            | Klub                 | Pkt |  |  |
| ---- | ------------------- | -------------------- | --- |  |  |
| 1    | Björn Knutsson      | Vargarna Norrköping  | 15  |  |  |
| 2    | Göte Nordin         | Getingarna Sztokholm | 14  |  |  |
| 3    | Sören Sjösten       | Vargarna Norrköping  | 13  |  |  |
| 4    | Ove Fundin          | Kaparna Göteborg     | 12  |  |  |
| 5    | Per Olof Söderman   | Vargarna Norrköping  | 10  |  |  |
| 6    | Olle Nygren         | Vargarna Norrköping  | 9   |  |  |
| 7    | Bernt Nilsson       | Getingarna Sztokholm | 9   |  |  |
| 8    | Bengt Jansson       | Getingarna Sztokholm | 6   |  |  |
| 9    | Leif Larsson        | Getingarna Sztokholm | 6   |  |  |
| 10   | Per Tage Svensson   | Dackarna Målilla     | 6   |  |  |
| 11   | Sven Sigurd         | Örnarna Mariestad    | 5   |  |  |
| 12   | Inge Gustafsson     | Dackarna Målilla     | 5   |  |  |
| 13   | Arne Carlsson       | Getingarna Sztokholm | 4   |  |  |
| 14   | Willihard Thomsson  | Monarkerna Sztokholm | 3   |  |  |
| 15   | Åke Andersson       | Dackarna Målilla     | 1   |  |  |
| 16   | Leif Enecrona       | Gamarna Sztokholm    | 0   |  |  |
|      | rez. Kjell Svensson | Monarkerna Sztokholm | 1   |  |  |